# Le Vert
Vert – miejscowość i gmina we Francji, w regionie Nowa Akwitania, w departamencie Deux-Sèvres.
Według danych na rok 1990 gminę zamieszkiwało 148 osób, a gęstość zaludnienia wynosiła 13 osób/km² (wśród 1467 gmin regionu Poitou-Charentes Vert plasuje się na 845. miejscu pod względem liczby ludności, natomiast pod względem powierzchni na miejscu 759.).